# Xamiatus magnificus
Xamiatus magnificus är en spindelart som beskrevs av Raven 1981. Xamiatus magnificus ingår i släktet Xamiatus och familjen Nemesiidae.
Artens utbredningsområde är Queensland. Inga underarter finns listade i Catalogue of Life.